# セレクション (芸能事務所)
セレクション（英文名称:SELECTION）は、東京都渋谷区に事務所を置く芸能プロダクションである。主にAV女優のマネジメントを手掛けている。

## 所属モデル
- 茉莉花
- 星乃せあら
- 諸星セイラ

## 過去の所属モデル
- 藤井シェリー
- 大石のぞみ
- 佐倉カオリ
- 泉麻那
- 前田陽菜
- なのかひより
- 河西あみ
- 真野ゆりあ